# Veľké Slemence
Veľké Slemence és un poble i municipi d'Eslovàquia. Es troba a la regió de Košice, a l'est del país.

## Història
La primera referència escrita de la vila data del 1332.

## Demografia
| Godina             | 1994 | 2004   | 2014   | 2024   |
| ------------------ | ---- | ------ | ------ | ------ |
| Nombre de persones | 592  | 598    | 581    | 583    |
| Diferència         |      | +1,01% | −2,84% | +0,34% |

| Godina             | 2023 | 2024   |
| ------------------ | ---- | ------ |
| Nombre de persones | 595  | 583    |
| Diferència         |      | −2,01% |